# Eria baeuerleniana
Eria baeuerleniana är en orkidéart som beskrevs av Friedrich Fritz Wilhelm Ludwig Kraenzlin. Eria baeuerleniana ingår i släktet Eria och familjen orkidéer. Inga underarter finns listade i Catalogue of Life.